# Istmo de Catanzaro
El istmo de Catanzaro (también llamado istmo de Marcellinara) es la zona estrecha de tierra que separa el mar Jónico y el mar Tirreno, en la región de Calabria, en Italia. Es el punto más estrecho de la península itálica.

## Geografía
La zona más estrecha del istmo entre el mar Jónico y el mar Tirreno tiene un ancho de 30 km. El istmo está situado en las tierras bajas entre el extremo sur de los Montes Apeninos de Calabria y la parte norte de las Sierras calabresas. En los pueblos de Tiriolo, Marcellinara y Catanzaro es posible tener una vista panorámica de los mares Jónico y Tirreno al mismo tiempo.

## Historia
Según los relatos clásicos, durante la Rebelión de los esclavos guiada por Espartaco, el general Marco Licinio Craso decidió fortificar el Istmo por medio de un muro, para bloquear su ofensiva y cortar los suministros.
Durante la era fascista de principios del siglo XX, se ha avanzado varias veces la hipótesis de la construcción de un canal para conectar los dos mares.